# 岩佐善太郎
岩佐 善太郎（いわさ ぜんたろう、1871年8月7日〈明治4年6月21日〉 - 1932年〈昭和7年〉6月27日）は、日本の政治家。衆議院議員（1期）。

## 経歴
熊本県出身。1894年、東京専門学校英語政治科卒。日本新聞、憲政本党党報、二六新報、万朝報の各記者となる。
1917年の第13回衆議院議員総選挙において熊本県郡部から憲政会公認で立候補して当選する。衆議院議員を1期務め、1920年の第14回衆議院議員総選挙には立候補しなかった。1932年死去。

## 著書
- 『朝鮮統治意見書 附・人口食糧問題』岩佐善太郎、1928年3月。 NCID BA55396990。全国書誌番号:44033811。
- 『支那本土の原住民族は日本朝鮮満洲同族である（漢民族は外来侵掠者である）』岩佐善太郎、1931年11月。 NCID BA8155750X。全国書誌番号:21396900。
  - 『支那本土の原住民族は日本朝鮮満洲同族である（漢民族は外来侵掠者である）』（再版）岩佐善太郎、1931年12月。全国書誌番号:44023120。